# Santosh Ram
Santosh Ram est un réalisateur, écrivain et producteur indien. Il est largement connu pour ses courts métrages Vartul (2009), Galli (2015) et Prashna (2020), qui ont été primés et projetés dans divers festivals de cinéma à travers le monde. Son premier court métrage Vartul a été projeté dans plus de 56 festivals de cinéma et a remporté treize prix. Prashna (Question) 2020 a été présélectionné pour les Filmfare Short Film Awards 2020. Santosh Ram a remporté le prix Iris pour la mention spéciale (écriture) pour Prashna au Festival du film Innocenti de l'UNICEF 2021 à Florence, en Italie.

## Première vie et antécédents
Ram est né à Dongershelki, dans le district de Latur, dans le Maharashtra. Ram a grandi dans une famille de  la classe moyenne à Udgir, Maharashtra , en Inde. Ram a été influencé par son enfance passée dans la région du Marathwada.

## Carrière
Santosha commencé sa carrière de réalisateur en écrivant et en réalisant des courts métrages en 2009. Son premier court métrage en langue marathi, Vartul, a été tourné sur pellicule  35 mm Vartul (2009) a été projeté dans plus de 56 festivals de cinéma nationaux et internationaux, dont le 11e Festival du film Cinefan d'Osian 2009, New Delhi, le 3e Festival international du documentaire et du court métrage du Kerala, 2010, Inde, Third Eye 8th Asian Film Festival[9] 2009, Mumbai  et le 17e Festival international du film asiatique Reel de Toronto 2013 ( Canada ) , où il a remporté treize récompenses. Son deuxième court métrage Galli (2015) a été projeté dans 13 festivals nationaux et internationaux. Son dernier film Prashna (2020) a été sélectionné pour les Filmfare  Short Film Awards 2020et officiellement sélectionné pour 36 festivals du filmdans le monde entier, remportant dix-sept prix.

## Filmographie
| Année | Film                               | Langue         | Réalisateur | Scénariste | Producteur | Remarques                                                                    |
| ----- | ---------------------------------- | -------------- | ----------- | ---------- | ---------- | ---------------------------------------------------------------------------- |
| 2009  | Vartul                             | Marathi        | Oui         | Oui        | Non        | Sélection officielle dans cinquante-trois festivals de films Gagner 14 prix  |
| 2015  | Galli                              | Marathi        | Oui         | Oui        | Oui        | Sélection officielle dans treize festivals de films                          |
| 2020  | Prashna                            | Marathi        | Oui         | Oui        | Non        | Sélection officielle dans trente-quatre festivals de films Gagner seize prix |
| 2023  | L'histoire de Yuvraj et Shahajahan | Marathi, hindi | Oui         | Oui        | Oui        | Court métrage                                                                |
| 2024  | Chine Mobile                       | Marathi        | Oui         | Oui        | Oui        | Long métrage                                                                 |

## Prix et reconnaissance
Vartul 2009
- Meilleur film - 4e Festival international du court métrage d'Inde 2010, Chennai.
- Meilleur film - 2e Festival international du film de Nagpur 2011
- Meilleur réalisateur - Pune Short Film Festival 2011, Pune
- Meilleur film - 6ème Festival du film Goa Marathi 2013, Goa
- Meilleur film pour enfants - Festival du court métrage de Malabar 2013
- Prix d'appréciation pour l'excellence en réalisation cinématographique - Festival international du film de Kanyakumari 2013, Kanyakumari
- Mention spéciale du jury - Festival international du film Navi Mumbai[13] 2014, Navi Mumbai
- Meilleur film - Festival du court métrage de Barshi 2014
- Meilleur film - 1er Festival du court métrage du Maharashtra 2014
- Nommé - Mahrashtra Times Awards 2010

Prashna 2020
- Mention spéciale du Prix Iris (écriture) au Festival du film Innocenti de l'UNICEF 2021 à Florence, Italie[14].
- Nomination - Meilleur court métrage - Filmfare Awards 2020[9]
- Meilleur court métrage - 3e Festival international du film vintage[15], 2020
- Meilleur court métrage - 4e Festival international du film Anna Bhau Sathe, 2021
- Meilleur court métrage social - Bettiah International Film Festival, 2020
- Mention spéciale du meilleur court métrage - Festival international du court métrage Sprouting Seed, 2020
- Meilleur réalisateur - 4e Festival international du film Anna Bhau Sathe, 2021
- Meilleur scénario - 4e Festival international du film Anna Bhau Sathe, 2021
- Mention spéciale du meilleur court métrage de fiction - 14e Festival du court métrage et du documentaire SiGNS[16], 2021
- Meilleur court métrage - 6e Festival international du court métrage du Bengale[17], 2021
- Mention spéciale du jury - 9e Festival du documentaire et du court métrage Smita Patil, Pune.
- Meilleure histoire - Ma Ta Short Film Festival 2022. , Bombay
- Diplôme de la compétition internationale de courts métrages « Pour le développement de l'éducation dans les zones reculées »[18].